# Patxi Usobiaga Lakuntza
Patxi Usobiaga Lakuntza (Eibar, 7 de setembre de 1980) és un esportista basc que va competir en escalada, especialista en la prova de dificultat.
Va ser campió d'Europa el 2008 i campió del món l'any 2009. Va guanyar quatre medalles al Campionat del Món d'Escalada entre els anys 2003 i 2009.
Els seus majors èxits en roca són cinc ascensos de dificultat 8c a vista i dos 8c+ a vista, essent el primer escalador del món a superar una ruta 8c+ a vista, la Bizi Euskaraz a Etxauri. Va ser guardonat pel Govern Basc amb el Premi al millor esportista de l'any 2006.